# Samsan-myeon, Haenam-gun
Samsan-myeon (koreanska: 삼산면)  är en socken i Sydkorea. Den ligger i kommunen Haenam-gun i provinsen Södra Jeolla, i den södra delen av landet, 335 km söder om huvudstaden Seoul.